# Блідіряса
Блідіряса (рум. Blidireasa) — село у повіті Муреш в Румунії. Входить до складу комуни Ібенешть.
Село розташоване на відстані 271 км на північ від Бухареста, 43 км на північний схід від Тиргу-Муреша, 108 км на схід від Клуж-Напоки, 131 км на північ від Брашова.

## Населення
За даними перепису населення 2002 року у селі проживали 210 осіб, з них 207 осіб (98,6%) румунів. Рідною мовою 208 осіб (99,0%) назвали румунську.